# Dragon Quest Monsters: Joker 2
Dragon Quest Monsters: Joker 2 (ドラゴンクエストモンスターズ ジョーカー2 Doragon Kuesuto Monsutāzu Jōkā Tsu) è un JRPG pubblicato da Square Enix. Il gioco è il seguito di Dragon Quest Monsters: Joker ed è il quinto episodio della serie Dragon Quest Monsters, spin-off della serie principale Dragon Quest.

## Il gioco
Dragon Quest Monsters: Joker 2 è uscito in Giappone il 28 aprile 2010 e negli USA il 19 settembre 2011; in Europa uscì il 7 ottobre 2011. Una versione espansa del gioco, intitolata Dragon Quest Monsters: Joker 2 Professional, fu pubblicata il 31 marzo 2011, e comprendeva nuovi mostri e nuove abilità.